# Walerian Siuda
Walerian Siuda (ur. 9 grudnia 1899 w Świekatowie koło Świecia, zm. 11 października 1953 w Bydgoszczy) – polski duchowny katolicki, pallotyn, przełożony polskich domów stowarzyszenia pallotynów.
Urodził się w rodzinie rolniczej z diecezji chełmińskiej jako syn Jana i Marianny z Łaskich. Po ukończeniu szkoły powszechnej edukację na poziomie gimnazjalnym zdobywał w pallotyńskim Collegium Marianum w Wadowicach. 21 września 1920 w Wadowicach wstąpił do Pobożnego Stowarzyszenia Misyjnego (ówczesna nazwa zgromadzenia pallotynów, w 1947 zmieniona na pierwotną nazwę Stowarzyszenie Apostolstwa Katolickiego) i przyjął sutannę z rąk ks. Alojzego Majewskiego. 18 października 1922 złożył pierwszą profesję zakonną, dokładnie trzy lata później – profesję wieczystą. Przygotowanie do kapłaństwa uzyskał na studiach filozoficznych w seminarium w Wadowicach oraz teologicznych w Wadowicach i niemieckim Limburgu. 20 czerwca 1926 w Krakowie przyjął święcenia kapłańskie z rąk arcybiskupa krakowskiego Adama Sapiehy.
Pierwsze funkcje duszpasterskie spełniał w Strumieniu, gdzie był kapelanem sióstr zakonnych. W 1933 został rektorem placówki pallotyńskiej (Collegium Marianum) w Wadowicach. W połowie 1937 powierzono ks. Siudzie zadanie zorganizowania domu pallotynów w Berezie Kartuskiej. Pallotynów do diecezji pińskiej zaprosił miejscowy ordynariusz biskup Kazimierz Bukraba. Ks. Siuda przybył do Berezy w październiku 1937 w towarzystwie prowincjała Jana Maćkowskiego oraz brata Antoniego Kaczmarczyka i objął w posiadanie dawny klasztor kartuzów. Kierował wykonaniem niezbędnych prac remontowych i przygotowawczych, w ciągu niespełna dwóch lat poszerzając obsadę placówki do ośmiu osób – trzech księży i pięciu braci. W pracach remontowych uczestniczyli obok zakonników i wiernych również więźniowie polityczni pobliskiego obozu (na polecenie komendantury obozu). W 1938 rektor domu gościł w Berezie Kartuskiej generała pallotynów Karla Hoffmanna, w tymże roku wykonano także prace malarskie w kaplicy według projektu pallotyńskiego współbrata ks. Ignacego Olszewskiego, i wreszcie 21 grudnia 1938 miało miejsce uroczyste oddanie do użytku oddanie klasztoru i kaplicy.
W latach okupacji przez pewien czas Siuda pracował w duszpasterstwie w Witanowicach w Małopolsce. Po wojnie w latach 1947-1948 był rektorem domu pallotyńskiego w Gliwicach, a po likwidacji tej placówki przeniósł się do Chełmna. W 1952 objął jako kuratus administrację parafii w Przechowie koło Świecia nad Wisłą (później miejscowość ta stała się dzielnicą Świecia). Podjął tam intensywne prace nad odbudową kościoła, zniszczonego w wyniku działań wojennych.
Zmarł 11 października 1953 w Bydgoszczy, pochowany został na cmentarzu katolickim w Chełmnie.